# Bisdom Nola
Het bisdom Nola (Latijn: Dioecesis Nolana; Italiaans: Diocesi di Nola) is een in Italië gelegen rooms-katholiek bisdom met zetel in Nola onderdeel van de metropolitane stad Napels. Het bisdom behoort tot de kerkprovincie Napels, en is, samen met de aartsbisdommen Capua en Sorrento-Castellammare di Stabia, de bisdommen Acerra, Alife-Caiazzo, Aversa, Caserta, Ischia, Pozzuoli, Sessa Aurunca en Teano-Calvi en de territoriale prelatuur Pompeï, suffragaan aan het aartsbisdom Napels.

## Geschiedenis
Het bisdom Nola werd opgericht in de 2e eeuw door de heilige Felix. In het nabijgelegen Cimitile zijn enkele vroegchristelijke basilica's te vinden. Cimitile was in die tijd de necropolis van Nola.

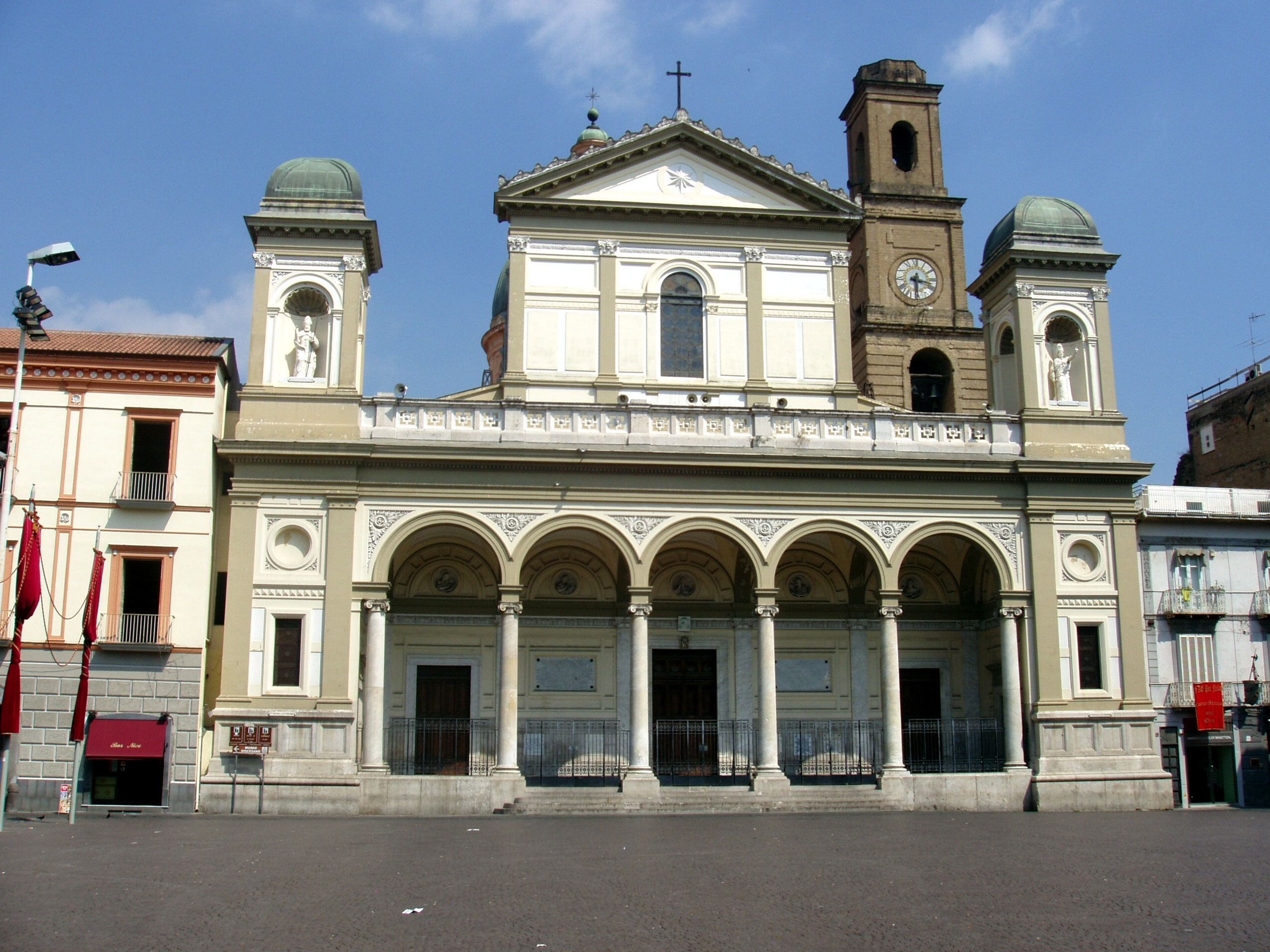
Kathedraal van Nola